# Nikolaj Semënovič Čcheidze
Nikolaj Semёnovič Čcheidze (in russo Николай Семёнович Чхеидзе?; in georgiano ნიკოლოზ ჩხეიძე?, nik'oloz chkheidze; Poti, 9 aprile 1864 – Leuville-sur-Orge, 7 giugno 1926) è stato un rivoluzionario e politico georgiano.

## Biografia
Nato a Poti, nella Georgia occidentale, in una famiglia aristocratica, studiò nel ginnasio di Kutaisi ed entrò nel 1887 all'Università di Novorossijsk per frequentarvi la Facoltà di medicina, ma ne fu espulso nel 1888. Iscrittosi all'Istituto di veterinaria di Char'kov, venne ancora espulso nel 1889 per aver partecipato a manifestazioni studentesche. Nel 1893 fu tra i fondatori a Tiflis del Partito socialdemocratico della Georgia. Trasferitosi a Batumi nel 1898, vi divenne consigliere comunale e lavorò come ispettore dell'ospedale.
Nel 1907 fu eletto deputato della III Duma di Stato insieme con altri undici rappresentanti socialdemocratici. Appartenente alla corrente menscevica, venne rieletto nella IV Duma dove, nel 1914, il gruppo socialdemocratico rifiutò di votare i crediti di guerra.
Nel marzo del 1917 la Rivoluzione creò il Soviet di Pietrogrado, composto in maggioranza di menscevichi e socialrivoluzionari, e Čcheidze fu eletto presidente del suo Comitato esecutivo. Sostenitore della continuazione della guerra, partecipò ai negoziati con i deputati monarchici autoproclamatisi Comitato della Duma, ai quali il Soviet consegnò il potere politico, favorendo la costituzione di un governo provvisorio guidato dal principe L'vov.
Il 16 aprile, a nome del Soviet, accolse alla stazione Lenin di ritorno dall'esilio, tenendogli un breve discorso, nel quale affermava la necessità di difendere la rivoluzione « da ogni attentato interno ed esterno » e della « coesione delle file di tutta la democrazia ». Lenin lo ignorò, proclamando il sorgere della « rivoluzione socialista mondiale » e il prossimo crollo dell'« imperialismo europeo ».
Le spontanee manifestazioni popolari di luglio contro la guerra e a favore del Soviet, interpretate come un tentativo insurrezionale ispirato e guidato direttamente dai bolscevichi, provocarono anche la condanna di Čcheidze che espresse pieno sostegno all'azione repressiva del governo. Tuttavia, tra i soldati e gli operai mutavano rapidamente le posizioni politiche: a settembre i bolscevichi ottennero la maggioranza nel Soviet e Trockij sostituì alla presidenza Čcheidze, che lasciò Pietrogrado per Tiflis.
Oppositore della Rivoluzione d'ottobre, Čcheidze contribuì alla creazione, nel febbraio del 1918, della Repubblica Federale Democratica Transcaucasica e assunse la carica di presidente del Parlamento. L'unione di popolazioni georgiane, azere e armene fu effimera e dopo tre mesi la neonata repubblica si dissolse. In maggio fu proclamata l'indipendenza della Georgia e Čcheidze fu ancora eletto presidente del Parlamento. La Georgia chiese e ottenne di diventare un protettorato tedesco in funzione anti-russa e sperando di ottenere vantaggi territoriali contro l'Impero ottomano, ma il crollo militare della Germania la costrinse a mutare politica.
Presentatosi con Cereteli, nel gennaio del 1919, alla Conferenza di pace di Parigi, ai vincitori dell'Intesa Čcheidze offrì segretamente la Georgia in protettorato allo scopo di ottenere il loro intervento militare, ma la proposta fu respinta, né la Georgia fu riconosciuta come Stato indipendente finché l'Armata rossa non l'invase nel marzo del 1921. Emigrato in Francia e ormai gravemente malato di tubercolosi, Čcheidze si suicidò il 7 giugno 1926 a Leuville-sur-Orge e fu inumato nel cimitero parigino del Père-Lachaise.